# Callisphyris molorchoides
Callisphyris molorchoides är en skalbaggsart som först beskrevs av Guérin-Méneville 1839.  Callisphyris molorchoides ingår i släktet Callisphyris och familjen långhorningar. Inga underarter finns listade.